# A21高速公路
A21高速公路是法国西北部的一条免费高速公路，又称“Rocade Minière”。目前，Flers-en-Escrebieux到Pecquencourt路段正在施工中。Pecquencourt到Douchy-les-Mines段有建设提议。